# Anarrhinum bellidifolium
La muffolaria azzurra (Anarrhinum bellidifolium (L.) Desf., 1798) è una pianta dai piccoli fiori azzurri appartenente alla famiglia delle Plantaginacee.

## Etimologia
Il nome generico (Anarrhinum) deriva da due parole greche "ana" (= senza) e "rhin" (= naso), ossia senza naso (in riferimento alla particolare forma della corolla). L'epiteto specifico (bellidifolium) significa "con foglie come il genere Bellis" (pratolina).
Il nome scientifico della specie è stato definito inizialmente da Linneo (1707 – 1778) e perfezionato successivamente dal botanico francese René Louiche Desfontaines (Tremblay, 14 febbraio 1750 – Parigi, 16 novembre 1831) nella pubblicazione "Flora Atlantica: sive historia plantarum quae in Atlante, agro tunetano et algeriensi crescunt. Parisiis - 2: 51" del 1798.

## Descrizione

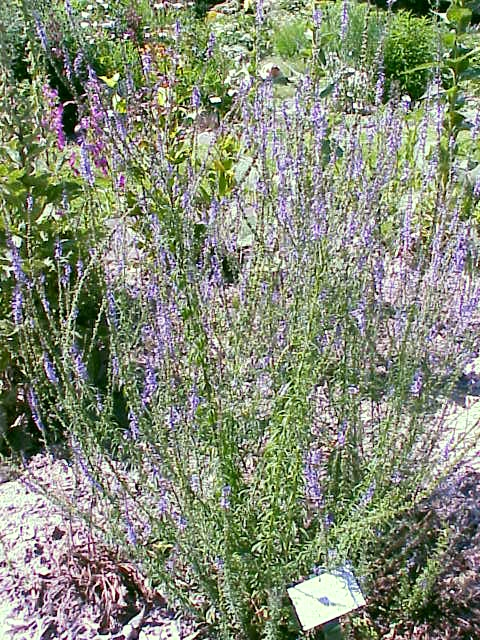
Il portamento

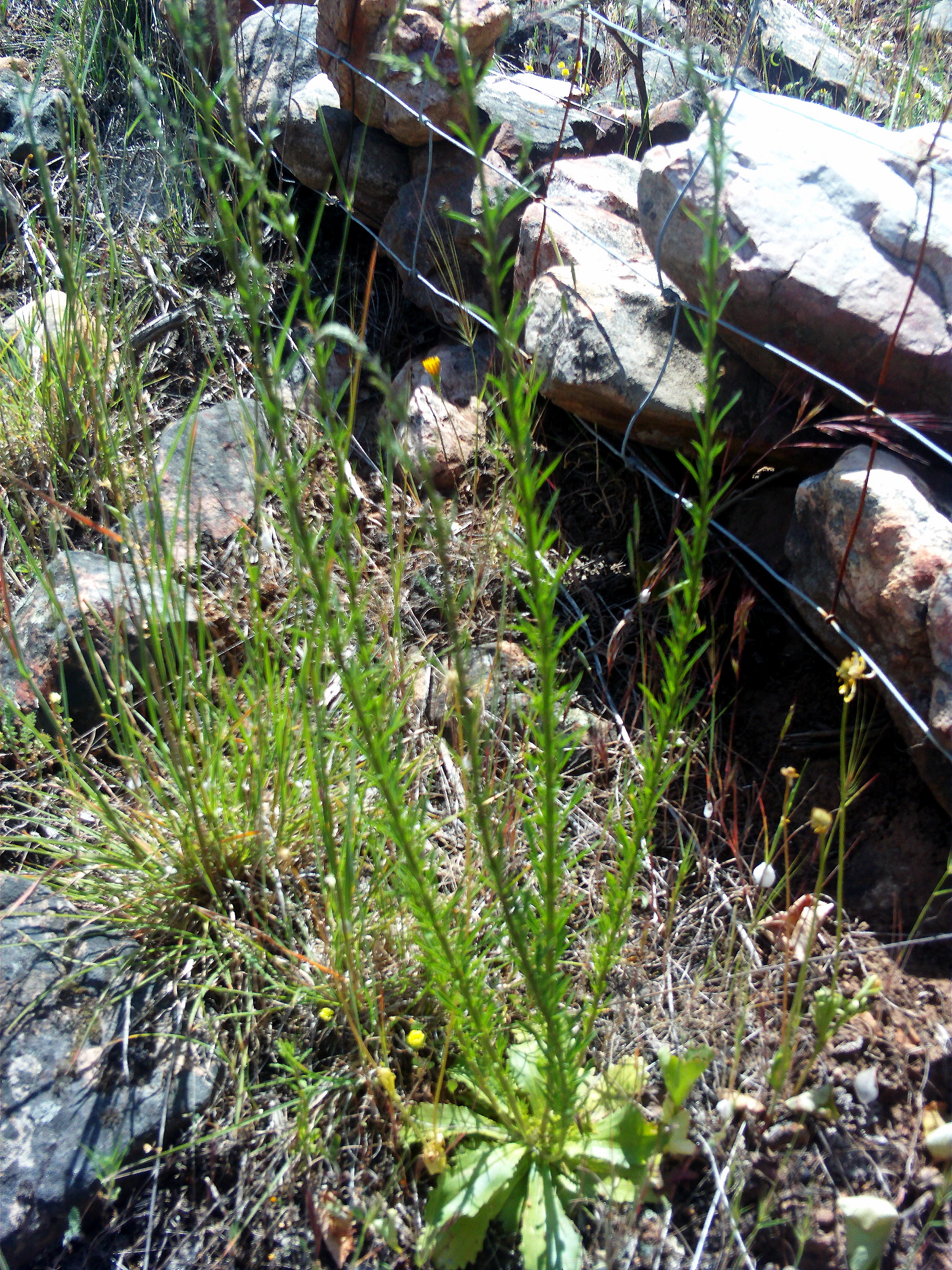
Le foglie

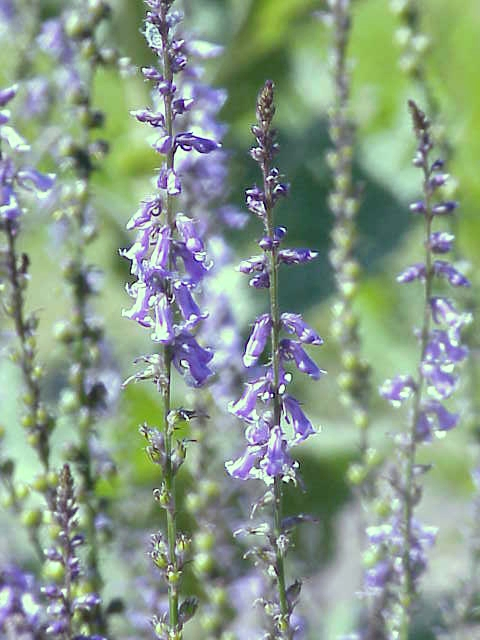
Infiorescenza

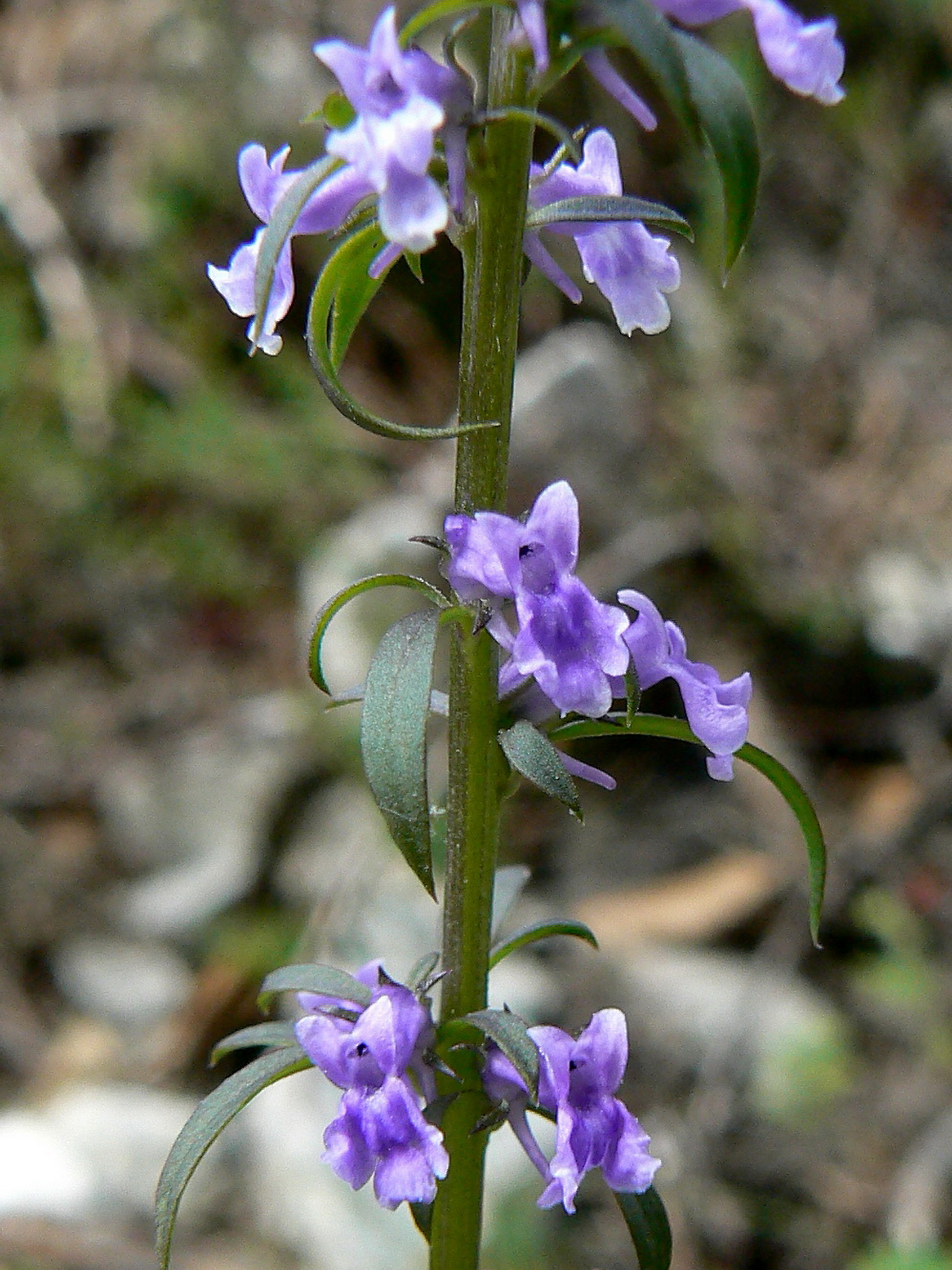
I fiori

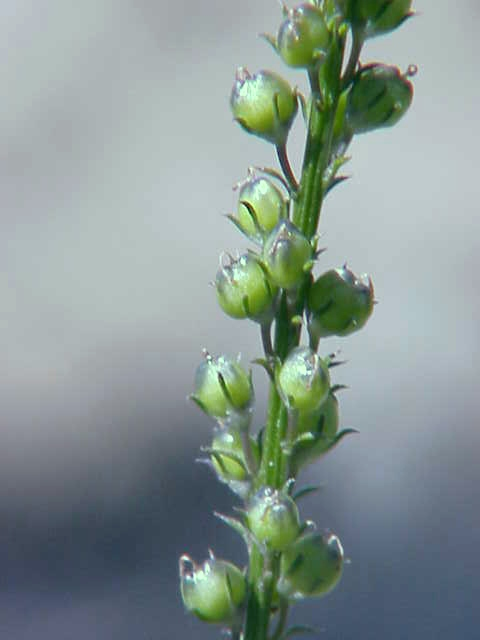
I frutti

Queste piante arrivano ad una altezza di 15 – 30 cm (massimo 60 cm). La forma biologica è emicriptofita scaposa (H scap), ossia in generale sono piante erbacee, a ciclo biologico perenne, con gemme svernanti al livello del suolo e protette dalla lettiera o dalla neve e sono dotate di un asse fiorale eretto e spesso privo di foglie. Per queste piante è prevista anche la forma biologica emicriptofita bienne (H bienn) con un ciclo vitale biennale (in genere nel primo anno si presentano solamente con le foglie, quindi nel secondo anno fioriscono).

### Radici
Le radici sono secondarie da fittone.

### Fusto
La parte aerea del fusto è eretta e angolosa (ha una sezione quadrangolare a causa della presenza di fasci di collenchima posti nei quattro vertici, mentre le quattro facce sono concave). La parte alta è pubescente per peli ghiandolari.

### Foglie
Le foglie sono dimorfe: quelle basali formano una densa rosetta con forme oblanceolato-spatolate con 3 - 5 nervi e bordi grossolanamente dentati; quelle superiori (cauline) sono palmatosette, divise in segmenti lineari, con lamina a forma lineare-spatolata. Dimensione delle foglie basali: larghezza 1 - 1,5 cm; lunghezza 4 – 5 cm. Dimensione delle foglie cauline: larghezza 1 – 2 mm; lunghezza 12 – 25 mm.

### Infiorescenza
Le infiorescenze sono dei racemi allungati lineari, apicali e generalmente unidirezionali. I fiori sono pedicellati. Lunghezza del pedicello: 1 mm.

### Fiore
I fiori sono ermafroditi, zigomorfi e tetraciclici (ossia formati da 4 verticilli: calice– corolla – androceo – gineceo) e tetrameri (i verticilli del perianzio hanno 4 elementi).
- Formula fiorale:

X o * K (4-5), [C (4) o (2+3), A 2+2 o 2], G (2), capsula.
- Il calice, tuboloso-campanulato, più o meno attinomorfo e gamosepalo, è profondamente pentalobato con lobi subuguali. I lobi hanno delle forme più o meno lanceolate. Alla fruttificazione il calice è più piccolo del frutto.

- La corolla, gamopetala e tubolare (con forme da cilindriche a campanulate) del tipo bilabiata con 5 lobi patenti. Il tubo è lungo e la forma terminale della corolla è personata con chiusura delle fauci nel labbro inferiore e senza sporgenze palatali. Il labbro superiore è bilobo ed eretto; quello inferiore con tre lobi (quello mediano in genere è più piccolo di quelli laterali). È presente abassialmente uno sperone cilindrico appuntito spesso ripiegato in avanti (è 2 - 4 volte più lungo che largo). Il colore della corolla è azzurro o violaceo. Dimensione della corolla: 3 - 4 (5) mm. Dimensione dello sperone: larghezza 0,2 - 0,4 mm; lunghezza 1 mm.

- L'androceo è formato da 4 stami didinami tutti fertili. I filamenti sono adnati alla corolla e sono inclusi o poco sporgenti. Le antere, formanti una struttura simile ad un anello, sono composte da due teche distinte; la deiscenza è longitudinale attraverso due fessure. I granuli pollinici sono tricolporati.

- Il gineceo è bicarpellare (sincarpico - formato dall'unione di due carpelli connati). L'ovario è supero con placentazione assile e forme subglobose. Gli ovuli per loculo sono numerosi, hanno un solo tegumento e sono tenuinucellati (con la nocella, stadio primordiale dell'ovulo, ridotta a poche cellule).[11]. I loculi a volte sono molto ineguali. Lo stilo ha uno stigma da capitato a fortemente bilobo. Il disco nettarifero è distinto e presente.

- Fioritura: da (maggio) giugno a settembre (ottobre).

### Frutti
I frutti sono delle capsule subsferiche con deiscenza porocide ed ogni poro è aperto da una singola ligulata valva. I semi sono numerosi da forme ellissoidi a reniformi e con delle teste tubercolate.

## Biologia
Le specie di questo raggruppamento si riproducono per impollinazione tramite insetti quali imenotteri, lepidotteri o ditteri (impollinazione entomogama).
La dispersione dei semi avviene inizialmente a causa del vento (dispersione anemocora); una volta caduti a terra sono dispersi soprattutto da insetti tipo formiche (mirmecoria).

## Distribuzione e habitat

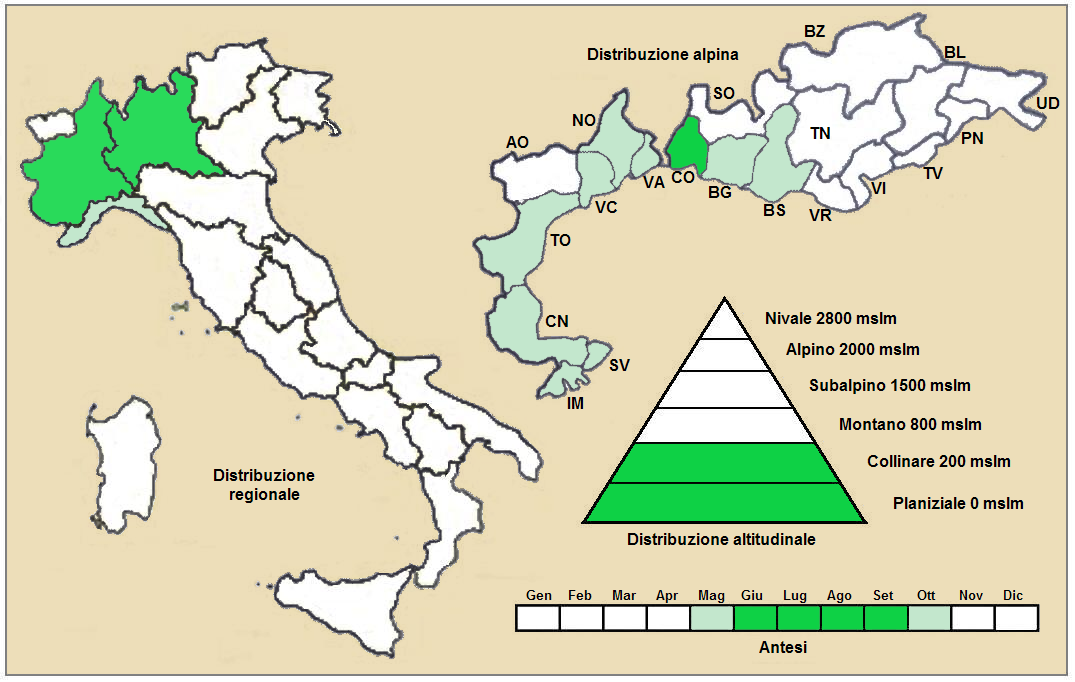
Distribuzione della pianta
(Distribuzione regionale – Distribuzione alpina)

- Geoelemento: il tipo corologico (area di origine) è Nord Ovest Mediterraneo (Eurimediterraneo).
- Distribuzione: in Italia è una specie rara e si trova solamente nel Nord-Ovest. Nelle Alpi è presente nella provincia di Como; all'estero, sempre nelle Alpi, si trova in Francia dipartimento di Drôme. Sugli altri rilievi europei collegati alle Alpi si trova nel Massiccio Centrale e nei Pirenei.[13]
- Habitat: l'habitat tipico per questa pianta sono i pendii aridi e le sabbie (a composizione silicea); ma anche ripari sotto le rocce, ghiaioni, pietraie e ruderi in generale. Il substrato preferito è siliceo con pH acido, medi valori nutrizionali del terreno che deve essere secco.[13]
- Distribuzione altitudinale: sui rilievi queste piante si possono trovare fino a 400 m s.l.m.; frequentano quindi i seguenti piani vegetazionali: quello collinare e quello planiziale – a livello del mare.

### Fitosociologia
Dal punto di vista fitosociologico alpino Anarrhinum bellidifolium appartiene alla seguente comunità vegetale:
- Formazione: comunità delle fessure, delle rupi e dei ghiaioni.

- Classe: Adiantetea

- Ordine: Galeopsietalia

- Alleanza: Galeopsion segetum

## Tassonomia
La famiglia Plantaginaceae comprende 12 tribù, 105 generi e oltre 1 800 specie. Il genere Anarrhinum appartiene alla tribù Antirrhineae e comprende 9 specie distribuite dal Mediterraneo all'Etiopia.
La specie Anarrhinum bellidifolium fino a poco tempo fa era circoscritta nella famiglia Veronicaceae o Scrophulariaceae a seconda dei vari Autori. L'attuale posizione tassonomica è stata realizzata con i nuovi sistemi di classificazione filogenetica (classificazione APG).
Il numero cromosomico delle specie è: 2n = 18.

### Sinonimi
L'entità di questa voce ha avuto nel tempo diverse nomenclature. L'elenco seguente indica alcuni tra i sinonimi più frequenti:
- Antirrhinum bellidifolium  L. (basionimo)
- Anarrhinum anarrhinum (L.) Druce
- Anarrhinum bellidifolium f. albiflorum  I.Nogueira & M.T.Almeida
- Anarrhinum linnaeanum  Jord. & Fourr.
- Anarrhinum lusitanicum  Jord. & Fourr.
- Anarrhinum violaceum  Dulac.
- Dodartia linaria  Mill.
- Linaria bellidifolia  (L.) Dum.Cours
- Simbuleta bellidifolia  (L.) Kuntze

## Altre notizie
Anarrhinum bellidifolium in altre lingue è chiamato nei seguenti modi:
- (DE)  Gänseblümchenblättriger' Lochschlund
- (FR)  Anarrhinum à feiulles de pâquerette